# Otus
Otus – rodzaj ptaków z podrodziny puszczyków (Striginae) w obrębie rodziny puszczykowatych (Strigidae).

## Zasięg występowania
Rodzaj obejmuje gatunki występujące w Eurazji, Afryce i Oceanii.

## Morfologia
Długość ciała 15–35 cm, rozpiętość skrzydeł 40–66 cm; masa ciała 45–310 g.

## Systematyka

### Etymologia
- Otus: łac. otus „mała, uszata sowa”, od gr. ωτος ōtos „uszata sowa”[18].
- Scops: gr. σκωψ skōps, σκωπος skōpos „mała uszata sowa”[19]. Gatunek typowy: Strix scops Linnaeus, 1758.
- Zorca: epitet gatunkowy Strix zorca J.F. Gmelin, 1788[d]; nazwa Zonca oznaczająca w dialekcie używanym na Sardynii syczka zwyczajnego[20]. Gatunek typowy: Zorca arborea C.T. Wood, 1835 (= Strix scops Linnaeus, 1758).
- Ephialtes: gr. εφιαλτης ephialtēs „demon, zmora”[21]. Gatunek typowy: Strix scops Linnaeus, 1758.
- Acnemis (Aenemis): gr. ακνημος aknēmos „bez łydki u nóg, cienkonogi”, od negatywnego przedrostka α- a-; κνημη knēmē „noga, goleń”[22]. Gatunek typowy: Ephialtes gymnopodus G.R. Gray, 1848 (= Scops sunia Hodgson, 1836).
- Pisorhina: gr. πιηζω piēzō „ściskać, kruszyć”; ῥις rhis, ῥινος rhinos „nos”[23]. Gatunek typowy: Scops manadensis Quoy & Gaimard, 1830.
- Lempijius (Lempijus): epitet gatunkowy Strix lempiji Horsfield, 1821; jawajska nazwa Lempi ji dla syczka obrożnego[24]. Gatunek typowy: Srix lempiji[e] Horsfield, 1821.
- Athenoptera: rodzaj Athene Boie, 1822, pójdźka; gr. πτερον pteron „skrzydło”[25]. Gatunek typowy: Ephialtes spilocephalus Blyth, 1846.
- Gymnoscops: gr. γυμνος gumnos „goły, nagi”; rodzaj Scops Brünnich, 1772[26]. Gatunek typowy: Gymnoscops insularis Tristram, 1880.
- Scototheres: gr. σκοτος skotos „ciemność”; -θηρας -thēras „łowca”, od θηραω thēraō „polować”, od θηρ thēr, θηρος thēros „bestia, zwierzę”[27].
- Heteroscops: gr. ἑτερος heteros „różny, inny”; rodzaj Scops Brünnich, 1772[28]. Gatunek typowy: Scops luciae[f] Sharpe, 1888.
- Mimizuku: japońska nazwa Mimizuku dla uszatki[29]. Gatunek typowy: Pseudoptynx gurneyi Tweeddale, 1879.
- Pyrroglaux: gr. πυρρος purrhos „koloru płomienia, czerwony”, od πυρ pur, πυρος puros „ogień”; γλαυξ glaux, γλαυκος glaukos „sóweczka”[30]. Gatunek typowy: Noctua podargina Hartlaub & Finsch, 1872.
- Mascarenotus: Maskareny (ang. Mascarene Islands); łac. otus „mała, uszata sowa”[31]. Gatunek typowy: †Strix sauzieri E. Newton & Gadow, 1893.

### Podział systematyczny
Do rodzaju należą następujące współcześnie występujące gatunki:

- Otus podarginus (Hartlaub & Finsch, 1872) – syczek mikronezyjski
- Otus sagittatus (Cassin, 1849) – syczek białoczelny
- Otus rufescens (Horsfield, 1821) – syczek sundajski
- Otus thilohoffmanni Warakagoda & Rasmussen, 2004 – syczek cejloński
- Otus icterorhynchus (Shelley, 1873) – syczek cynamonowy
- Otus ireneae Ripley, 1966 – syczek brunatny
- Otus balli (Hume, 1873) – syczek andamański
- Otus alfredi (E. Hartert, 1897) – syczek rdzawy
- Otus spilocephalus (Blyth, 1846) – syczek górski
- Otus angelinae (Finsch, 1912) – syczek jawajski
- Otus mirus Ripley & Rabor, 1968 – syczek osobliwy
- Otus longicornis (Ogilvie-Grant, 1894) – syczek luzoński
- Otus mindorensis (J. Whitehead, 1899) – syczek wyżynny
- Otus hartlaubi (Giebel, 1872) – syczek groźny
- Otus grucheti (Mourer-Chauviré, Bour, Moutou & Ribes, 1994) – uszatnik mały – takson wymarły
- Otus murivorus (A. Milne-Edwards, 1873) – uszatnik średni – takson wymarły
- Otus sauzieri (E. Newton & Gadow, 1893) – uszatnik duży – takson wymarły
- Otus rutilus (Pucheran, 1849) – syczek malgaski
- Otus mayottensis Benson, 1960 – syczek komorski
- Otus pauliani Benson, 1960 – syczek stokowy
- Otus capnodes (J.H. Gurney, 1889) – syczek krótkouchy
- Otus moheliensis Lafontaine & Moulaert, 1998 – syczek złowrogi
- Otus pamelae G.M. Bates, 1937 – syczek białobrewy
- Otus bikegila Melo, Freitas, Verbelen, da Costa, Pereira, Fuchs, Sangster, Correia, de Lima & Crottini, 2022 – syczek książęcy
- Otus pembaensis Pakenham, 1937 – syczek ognisty
- Otus scops (Linnaeus, 1758) – syczek zwyczajny
- Otus brucei (Hume, 1872) – syczek arabski
- Otus senegalensis (Swainson, 1837) – syczek afrykański
- Otus socotranus (Ogilvie-Grant & H.O. Forbes, 1899) – syczek sokotrzański
- Otus sunia (Hodgson, 1836) – syczek indyjski
- Otus elegans (Cassin, 1852) – syczek wschodni
- Otus jolandae Sangster, B.F. King, Verbelen & Trainor, 2013 – syczek kraterowy
- Otus magicus (S. Müller, 1841) – syczek molucki
- Otus mendeni Neumann, 1939 – syczek zmienny
- Otus sulaensis (E. Hartert, 1898) – syczek sulański
- Otus tempestatis (E. Hartert, 1904) – syczek leśny
- Otus beccarii (Salvadori, 1875) – syczek papuaski
- Otus siaoensis (Schlegel, 1873) – syczek brązowy
- Otus manadensis (Quoy & Gaimard, 1830) – syczek jasnobrzuchy
- Otus collari F.R. Lambert & Rasmussen, 1998 – syczek długoskrzydły
- Otus mantananensis (Sharpe, 1892) – syczek rafowy
- Otus insularis (Tristram, 1880) – syczek seszelski
- Otus alius Rasmussen, 1998 – syczek nikobarski
- Otus umbra (Richmond, 1903) – syczek mroczny
- Otus mentawi Chasen & Kloss, 1926 – syczek atolowy
- Otus brookii (Sharpe, 1892) – syczek białouchy
- Otus bakkamoena Pennant, 1769 – syczek długouchy
- Otus lettia (Hodgson, 1836) – syczek jasnolicy
- Otus semitorques Temminck & Schlegel, 1844 – syczek półobrożny
- Otus lempiji (Horsfield, 1821) – syczek obrożny
- Otus gurneyi (Tweeddale, 1879) – syczek wielki
- Otus megalotis Walden, 1875 – syczek duży
- Otus nigrorum Rand, 1950 – syczek rdzawogłowy
- Otus everetti (Tweeddale, 1879) – syczek wyspowy
- Otus fuliginosus (Sharpe, 1888) – syczek palawański
- Otus silvicola (Wallace, 1864) – syczek płowy
- Otus frutuosoi[33] Rando, Alcover, Olson & Pieper, 2013 – takson wymarły
- Otus mauli[34] Rando, Pieper, Alcover & Olson, 2012 – takson wymarły